# Khalsa Diwan Society of Vancouver
La Khalsa Diwan Society of Vancouver (en panyabí: ਖ਼ਾਲਸਾ ਦਿਵਾਨ ਸੋਸਾਇਟੀ ਵੈਨਕੂਵਰ) es una sociedad sij, basada en una gurdwara de Vancouver, Columbia Británica, Canadá. El Khalsa Diwan, había sido la gurdwara más grande de América del Norte. El lema de la gurdwara es: "moviéndonos hacia adelante con fuertes raíces". 
Una gurdwara (en panyabí): ਗੁਰਦੁਆਰਾ), que significa "La puerta de entrada al Gurú", es un templo sij. La Khalsa Diwan Society, es la más sociedad sij más antigua del área metropolitana de Vancouver.
La gurdwara actual, está en la intersección entre la carretera marina del sudoeste y la calle Ross, en el sur de Vancouver.

## Historia
La Khalsa Diwan Society se fundó el 22 de julio de 1906 y fue registrada el 13 de marzo de 1909. Su nombre corporativo fue Khalsa Diwan Society. La primera gurdwara fue construida en 1908 en la segunda avenida del oeste. Fue inaugurada el 19 de enero de 1908.
La situación financiera de la sociedad, dependía del número de sijs que vivían en la Columbia Británica. Las donaciones aumentaron considerablemente, a medida que más sijs llegaron a la Columbia Británica.  
La población de sijs aumentó en el período entre 1904 y 1908, y su población era de 5.185 personas. La población descendió a 2.342 personas en 1911. La población sij disminuyó aún más, a 1.099 personas, en 1918. 
En 1963 la sociedad comenzó a planear una nueva gurdwara y un centro comunitario. La entidad decidió construir una nueva gurdwara en 1969. La sociedad compró 2,75 acres (11,100 m²) de terreno municipal en 1968. La construcción se completó en la primera semana de abril de 1970.